# Otto Baitinger
Otto Baitinger (* 27. Oktober 1926) ist ein ehemaliger deutscher Fußballspieler.

## Laufbahn

### Oberliga Süd, 1949 bis 1955
Mit 22 Jahren kam der Offensivspieler Otto Baitinger von der SpVgg Feuerbach aus der Landesliga Württemberg als neuer Vertragsspieler zum VfB Stuttgart in die Fußball-Oberliga Süd. Auf Anhieb bewältigte der Sohn aus einer Metzgerei die sportliche Herausforderung der süddeutschen Oberliga. Trainer Georg Wurzer setzte den kräftigen und wuchtigen Torjäger drei Runden in Folge in allen 94 Ligaspielen ein. Erst in seiner vierten und fünften Runde beim VfB, 1952/53 und 1953/54 fehlte der vielseitig verwendbare Stürmer jeweils einmal in der Runde. In fünf Runden absolvierte er 152 Oberligaspiele und erzielte dabei für die Schwabentruppe um Robert Schlienz 70 Tore. Sein Debüt in der Oberliga feierte er am 4. September 1949 beim 2:1-Auswärtserfolg bei Jahn Regensburg auf der Position des linken Halbstürmers und errang mit dem VfB in dieser Runde die Vizemeisterschaft. In den drei Runden 1951/52 bis 1953/54 gewann Baitinger mit seinen Mannschaftskameraden zweimal den süddeutschen Titel – 1952 und 1954 – und holte 1953 wiederum die Vizemeisterschaft nach Stuttgart. In den Jahren 1953 und 1954 erzielte er jeweils 21 Saisontore und rangierte damit in der Südtorschützenliste zweimal auf dem zweiten Platz. 1953 hinter Horst Schade (22 Tore) und 1954 hinter Helmut Preisendörfer und nochmals Horst Schade mit jeweils 22 Toren. In seiner sechsten Oberligarunde, 1954/55, stürzte der VfB auf den 13. Rang ab. Baitinger kam zu 22 Einsätzen und schoss dabei acht weitere Tore. Sein letztes Oberligaspiel bestritt er am 20. Februar 1955 bei der 0:1-Niederlage bei Eintracht Frankfurt. Insgesamt kam der Feuerbacher von 1949 bis 1955 auf 174 Oberligaspiele und erzielte dabei 78 Tore. In drei Oberligapartien – 1952/53 gegen Waldhof Mannheim und Eintracht Frankfurt sowie 1953/54 gegen den BC Augsburg – erzielte er jeweils vier Tore.

### Endrundenspiele, 1950 bis 1954
Baitinger wurde 1950 und 1952 mit dem VfB Stuttgart Deutscher Meister. Bei seinem zweiten Meistertitel erzielte er im Endspiel gegen den 1. FC Saarbrücken am 22. Juni 1952 die Treffer zum 2:1 und zum 3:2-Endstand für den VfB. Im Jahre 1953 stand er zum dritten Mal im Finale, da setzte sich aber die Walter-Mannschaft vom 1. FC Kaiserslautern mit 4:1 Toren durch. Insgesamt erzielte Baitinger in 20 Endrundeneinsätzen 15 Tore.

### DFB-Pokal und Auswahlberufungen, 1950 bis 1954
Den DFB-Pokal gewann er mit dem VfB 1954. Baitinger absolvierte von 1952 bis 1955 neun Pokalspiele und kam dabei auf sechs Treffer. Unmittelbar – am 11. November – vor dem ersten Nachkriegsländerspiel am 22. November 1950 in Stuttgart gegen die Schweiz stand er im Repräsentativspiel in der süddeutschen Auswahl die in Ludwigshafen vor 60.000 Zuschauern ein 2:2-Remis gegen die Südwest-Elf erreichte. Der Südangriff setzte sich aus Erwin Läpple, Fritz Balogh, Ernst Langlotz, Baitinger und Rudolf de la Vigne zusammen. Bundestrainer Sepp Herberger setzte den linken Flügel des VfB Stuttgart beim zweiten B-Länderspiel der DFB-Geschichte, am 22. September 1951 in Augsburg gegen Österreich, ein. Zusammen mit Rolf Blessing bildete Baitinger dabei beim 1:1-Unentschieden die linke Angriffsseite. Während eines DFB-Sichtungslehrganges kam er am 23. November 1952 in Homburg beim Spiel einer DFB-Auswahl gegen eine Saar-Auswahl nochmals zum Einsatz.
Otto Baitinger wurde anlässlich des Gewinns der deutschen Fußballmeisterschaft (VfB Stuttgart) 1950 mit dem Silbernen Lorbeerblatt ausgezeichnet.